# 根岸ステークス
根岸ステークス（ねぎしステークス）は、日本中央競馬会（JRA）が東京競馬場で施行する中央競馬の重賞競走（GIII）である。
競走名の「根岸」は横浜市中区の地名で、江戸時代末期に日本初の近代競馬場である「根岸競馬場（横浜競馬場）」が設置され、「エンペラーズカップ（のちの帝室御賞典、現・天皇賞）」や「横浜農林省賞典四歳呼馬（現・皐月賞）」などの大レースを含め、1942年まで競馬が行われた。跡地は根岸森林公園・根岸競馬記念公苑として整備されている。
正賞は地方競馬全国協会理事長賞。

## 概要

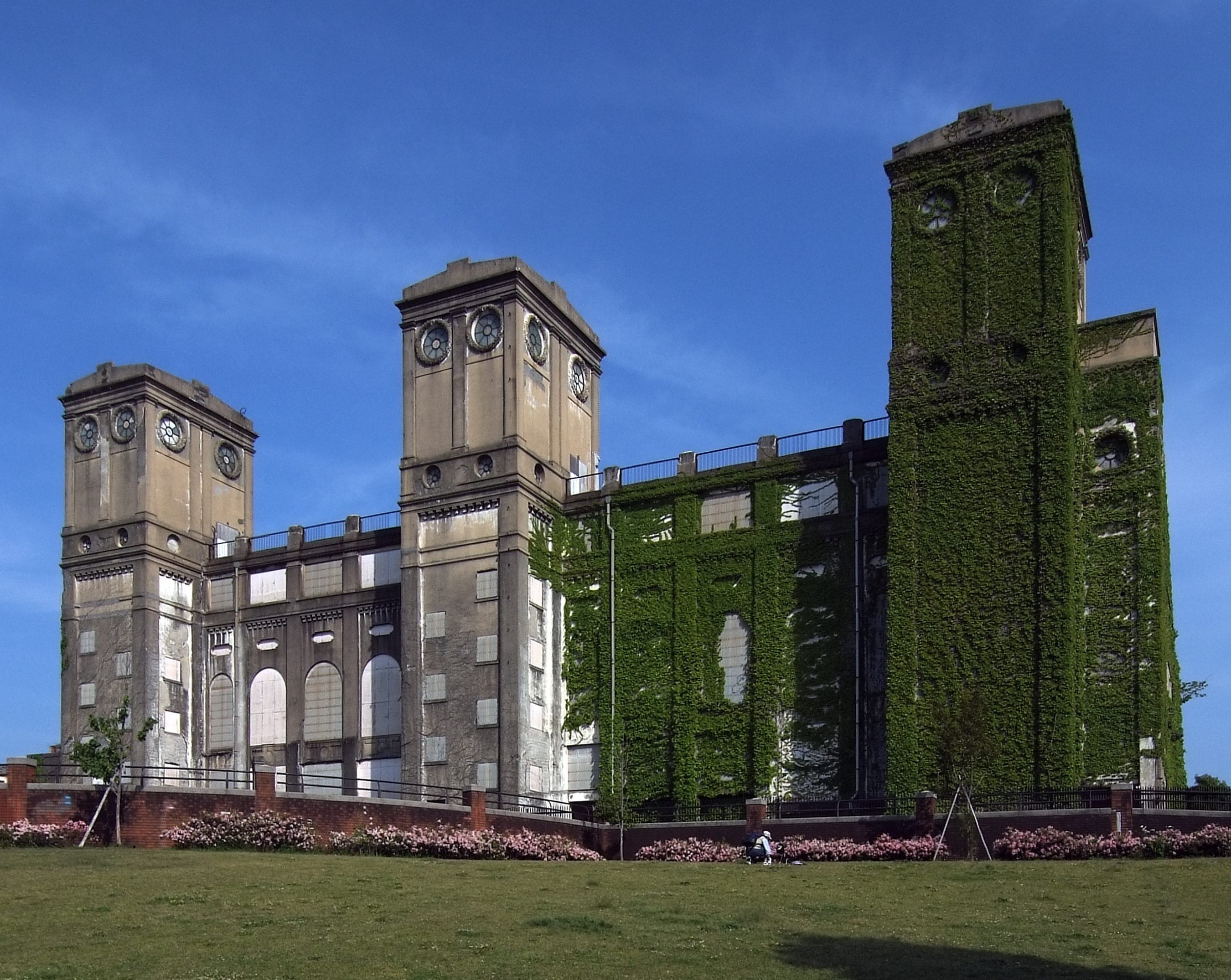
現在も残る旧根岸（横浜）競馬場の一等馬見所

2024年現在、JRAが施行するダート重賞では3番目に長い歴史をもつ競走で、1987年に4歳（現3歳）以上の馬による重賞競走として創設された。
創設当初は11月に東京競馬場・ダート1400mで行われていたが、1990年にはダート1200mに短縮。1994年から2000年は「東京中日スポーツ杯」の名称が付けられていた。その後2001年にダート重賞路線の整備が行われた際、施行時期を1月下旬 - 2月上旬に変更のうえ距離も再びダート1400mへ変更。これにより「フェブラリーステークス」の前哨戦として位置付けられ、2014年からは本競走の1着馬にフェブラリーステークスの優先出走権が付与されるようになった。
外国産馬は1990年から、地方競馬所属馬は1996年からそれぞれ出走可能になったほか、2005年からは外国馬も出走可能な国際競走となった。

### 競走条件
以下の内容は、2025年現在のもの。
出走資格：サラ系4歳以上
- JRA所属馬
- 地方競馬所属馬（4頭まで）
- 外国調教馬（優先出走）

負担重量：別定
- 4歳以上57kg[注 1]、牝馬2kg減
  - 2024年1月27日以降のGI競走（牝馬限定競走を除く）1着馬2kg増、牝馬限定GI競走またはGII競走（牝馬限定競走を除く）1着馬1kg増
  - 2024年1月26日以前のGI競走（牝馬限定競走を除く）1着馬1kg増

### 賞金
2025年の1着賞金は4000万円で、以下2着1600万円、3着1000万円、4着600万円、5着400万円。

## 歴史
- 1987年 - 4歳（現3歳）以上の馬による重賞競走（GIII[注 2]）として創設、東京競馬場のダート1400mで施行[6]。
- 1990年 - 混合競走に指定され、外国産馬が出走可能になる[7]。
- 1994年 - 名称を「東京中日スポーツ杯 根岸ステークス」に変更（2000年まで）。
- 1996年 - 指定交流競走に指定され、地方競馬所属馬が5頭まで出走可能となる[7]。
- 1998年 - ダートグレード格付け委員会によりGIII（統一GIII）に格付け。
- 2001年 - 地方競馬所属馬の出走枠を4頭に変更[7]。
- 2005年 - 国際競走に変更され、外国調教馬が4頭まで出走可能となる[8][9]。
- 2007年 - 日本のパートI国昇格に伴い、外国調教馬の出走枠が8頭に拡大[11]。
- 2012年 -「近代競馬150周年記念」の副称を付けて施行[6]。
- 2014年 - この年から本競走の1着馬にフェブラリーステークスへの優先出走権を付与[6]。
- 2016年 - 「根岸競馬場開設150周年記念」の副称を付けて施行[12]。
- 2021年 - 新型コロナウイルス感染拡大防止のため「無観客競馬」として実施[13]。

### 歴代優勝馬
距離はすべてダートコース。
優勝馬の馬齢は、2000年以前も現行表記に揃えている。
| 回数   | 施行日         | 競馬場 | 距離  | 優勝馬             | 性齢  | タイム | 優勝騎手     | 管理調教師 | 馬主                       |
| ------ | -------------- | ------ | ----- | ------------------ | ----- | ------ | ------------ | ---------- | -------------------------- |
| 第1回  | 1987年11月8日  | 東京   | 1400m | グレースシラオキ   | 牝3   | 1:23.4 | 蛯沢誠治     | 清水美波   | 平野井昌弘                 |
| 第2回  | 1988年11月6日  | 東京   | 1400m | ウィニングスマイル | 牡5   | 1:24.4 | 田村正光     | 矢野照正   | 白井フサ                   |
| 第3回  | 1989年11月5日  | 東京   | 1400m | ダイナレター       | 牡5   | 1:23.8 | 杉浦宏昭     | 二本柳俊夫 | （有）社台レースホース     |
| 第4回  | 1990年11月3日  | 東京   | 1200m | エーコートランス   | 牡6   | 1:10.0 | 大崎昭一     | 安田伊佐夫 | 池内賢市                   |
| 第5回  | 1991年11月2日  | 東京   | 1200m | トモエリージェント | 牡3   | 1:11.0 | 根本康広     | 橋本輝雄   | 岡本利彦                   |
| 第6回  | 1992年11月7日  | 東京   | 1200m | ハッピィーギネス   | 牡6   | 1:10.0 | 柴田善臣     | 西塚安夫   | 佐野順子                   |
| 第7回  | 1993年11月6日  | 東京   | 1200m | プロストライン     | 牡4   | 1:12.3 | 岡部幸雄     | 松山康久   | （有）社台レースホース     |
| 第8回  | 1994年11月5日  | 東京   | 1200m | フジノマッケンオー | 牡3   | 1:10.9 | 岡部幸雄     | 中村好夫   | 中村寛俊                   |
| 第9回  | 1995年11月4日  | 東京   | 1200m | ヤングエブロス     | 牝3   | 1:10.9 | 橋本広喜     | 柳田次男   | 梶原重雄                   |
| 第10回 | 1996年11月2日  | 東京   | 1200m | ストーンステッパー | 牡3   | 1:10.6 | 熊沢重文     | 目野哲也   | 小川勲                     |
| 第11回 | 1997年11月9日  | 東京   | 1200m | ワシントンカラー   | 牡3   | 1:11.2 | 柴田善臣     | 松山康久   | （株）テンジン             |
| 第12回 | 1998年11月15日 | 東京   | 1200m | ワシントンカラー   | 牡4   | 1:10.5 | 柴田善臣     | 松山康久   | （株）テンジン             |
| 第13回 | 1999年11月14日 | 東京   | 1200m | セレクトグリーン   | 牡4   | 1:09.2 | 田中勝春     | 音無秀孝   | （株）グリーンファーム     |
| 第14回 | 2000年11月12日 | 東京   | 1200m | ブロードアピール   | 牝6   | 1:10.1 | 武幸四郎     | 松田国英   | 金子真人                   |
| 第15回 | 2001年1月29日  | 東京   | 1400m | ノボトゥルー       | 牡5   | 1:22.1 | O.ペリエ     | 森秀行     | （有）池ばた               |
| 第16回 | 2002年1月26日  | 東京   | 1400m | サウスヴィグラス   | 牡6   | 1:22.8 | 柴田善臣     | 高橋祥泰   | 南波壽                     |
| 第17回 | 2003年2月1日   | 中山   | 1200m | サウスヴィグラス   | 牡7   | 1:10.4 | 柴田善臣     | 高橋祥泰   | 南波壽                     |
| 第18回 | 2004年1月31日  | 東京   | 1400m | シャドウスケイプ   | 牡5   | 1:24.0 | 江田照男     | 森秀行     | 飯塚知一                   |
| 第19回 | 2005年1月29日  | 東京   | 1400m | メイショウボーラー | 牡4   | 1:23.0 | 福永祐一     | 白井寿昭   | 松本好雄                   |
| 第20回 | 2006年1月29日  | 東京   | 1400m | リミットレスビッド | 牡7   | 1:23.7 | 内田博幸     | 加用正     | （有）社台レースホース     |
| 第21回 | 2007年1月28日  | 東京   | 1400m | ビッググラス       | 牡6   | 1:23.5 | 村田一誠     | 中尾秀正   | 坪野谷和平                 |
| 第22回 | 2008年2月4日   | 東京   | 1400m | ワイルドワンダー   | 牡6   | 1:22.7 | 岩田康誠     | 久保田貴士 | 草間庸文                   |
| 第23回 | 2009年2月1日   | 東京   | 1400m | フェラーリピサ     | 牡5   | 1:22.1 | 岩田康誠     | 白井寿昭   | 市川義美                   |
| 第24回 | 2010年1月31日  | 東京   | 1400m | グロリアスノア     | 牡4   | 1:23.7 | 小林慎一郎   | 矢作芳人   | 高野葉子                   |
| 第25回 | 2011年1月30日  | 東京   | 1400m | セイクリムズン     | 牡5   | 1:23.0 | 幸英明       | 服部利之   | 金田成基                   |
| 第26回 | 2012年1月29日  | 東京   | 1400m | シルクフォーチュン | 牡6   | 1:23.5 | 藤岡康太     | 藤沢則雄   | （有）シルク               |
| 第27回 | 2013年1月27日  | 東京   | 1400m | メイショウマシュウ | 牡5   | 1:23.7 | 藤岡佑介     | 沖芳夫     | 松本好雄                   |
| 第28回 | 2014年2月2日   | 東京   | 1400m | ゴールスキー       | 牡7   | 1:23.4 | F.ベリー     | 池江泰寿   | （有）社台レースホース     |
| 第29回 | 2015年2月1日   | 東京   | 1400m | エアハリファ       | 牡6   | 1:23.4 | 三浦皇成     | 角居勝彦   | （株）ラッキーフィールド   |
| 第30回 | 2016年1月31日  | 東京   | 1400m | モーニン           | 牡4   | 1:22.0 | 戸崎圭太     | 石坂正     | 馬場幸夫                   |
| 第31回 | 2017年1月29日  | 東京   | 1400m | カフジテイク       | 牡5   | 1:23.0 | 福永祐一     | 湯窪幸雄   | 加藤守                     |
| 第32回 | 2018年1月28日  | 東京   | 1400m | ノンコノユメ       | せん6 | 1:21.5 | 内田博幸     | 加藤征弘   | 山田和正                   |
| 第33回 | 2019年1月27日  | 東京   | 1400m | コパノキッキング   | せん4 | 1:23.5 | O.マーフィー | 村山明     | 小林祥晃                   |
| 第34回 | 2020年2月2日   | 東京   | 1400m | モズアスコット     | 牡6   | 1:22.7 | C.ルメール   | 矢作芳人   | （株）キャピタル・システム |
| 第35回 | 2021年1月31日  | 東京   | 1400m | レッドルゼル       | 牡5   | 1:22.3 | 川田将雅     | 安田隆行   | 東京ホースレーシング       |
| 第36回 | 2022年1月30日  | 東京   | 1400m | テイエムサウスダン | 牡5   | 1:23.1 | 岩田康誠     | 飯田雄三   | 竹園正継                   |
| 第37回 | 2023年1月29日  | 東京   | 1400m | レモンポップ       | 牡5   | 1:22.5 | 戸崎圭太     | 田中博康   | ゴドルフィン               |
| 第38回 | 2024年1月28日  | 東京   | 1400m | エンペラーワケア   | 牡4   | 1:24.1 | 川田将雅     | 杉山晴紀   | 草間庸文                   |
| 第39回 | 2025年2月2日   | 東京   | 1400m | コスタノヴァ       | 牡5   | 1:22.6 | 横山武史     | 木村哲也   | 吉田勝己                   |

## 同名の競走
重賞競走が創設される以前に、同名の特別競走が行われている。

### 優勝馬
| 施行日        | 競馬場 | 距離        | 条件     | 優勝馬           | 性齢 | タイム | 優勝騎手   | 管理調教師 | 馬主     | 出典                    |
| ------------- | ------ | ----------- | -------- | ---------------- | ---- | ------ | ---------- | ---------- | -------- | ----------------------- |
| 1984年11月4日 | 東京   | ダート1400m | オープン | ビゼンエイコー   | 牡3  | 1:23.6 | 蛯沢誠治   | 橋本輝雄   | 藤田正蔵 | [ 14 ]                  |
| 1985年11月3日 | 東京   | ダート1400m | オープン | ニッソウアンケー | 牝4  | 1:24.3 | 中野渡清一 | 畠山重則   | 赤松繁行 | [ 15 ]                  |
| 1986年11月2日 | 東京   | ダート1400m | オープン | コクサイクラウン | 牡4  | 1:23.4 | 柴田政人   | 稗田敏男   | 芦部博子 | 1986年 （netkeiba.com） |